# April Rain
April Rain é o segundo álbum de estúdio lançando pela banda holandesa de metal sinfônico, Delain. O álbum foi lançado no Benelux, em 20 de março de 2009, internacionalmente, em 30 de março de 2009 e na Austrália, em 10 de abril de 2009.

## Antecedentes e desenvolvimento
Martijn Westerholt, fundador e tecladista do Delain, originalmente não tinha a intenção de transformar o Delain em uma banda que fizesse shows ao vivo. Mas após o sucesso do álbum de estreia Lucidity, a banda deixou de ser um projeto e gravou o álbum "April Rain". O seu álbum anterior, "Lucidity", contou com muitas participações especiais, e April Rain tem apenas duas: Maria Ahn, violoncelista do "Ahn Trio" e o cantor finlandês Marco Hietala (Nightwish, Tarot), que foi destaque em várias faixas de Lucidity. "Virtude And Vice" é a única música em "April Rain" que contém gutural, realizados na época pelo seu guitarrista Ronald Landa, que também contribuiu com os 'vocais limpos' em "Invidia".
Versões demo de "Stay Forever" e "Start Swimming" foram tocadas ao vivo pelo Delain em 2007 e 2008. Em novembro de 2008, uma versão da música "I'll Reach You", com letras alternativas foi realizada ao vivo em um programa de TV holandês para chamar a atenção da UNICEF e BT's para caridade da "Inspiring Young Minds".
Em fevereiro de 2009, foi revelado que a faixa "April Rain" seria o primeiro single do álbum, e que o mesmo ficaria disponível para compra on-line.
| Críticas profissionais | Críticas profissionais |
| Avaliações da crítica  | Avaliações da crítica  |
| Fonte                  | Avaliação              |
| ---------------------- | ---------------------- |
| Rock Sound             | [ 3 ]                  |
| Allmusic               | [ 4 ]                  |
| Metal Underground      | [ 5 ]                  |
| About.com              | [ 6 ]                  |
| Sea of Tranquility     | [ 7 ]                  |
| Lords of Metal         | (94/100)               |

Em 13 de março de 2009, o site holandês da Roadrunner Records colocou o álbum inteiro para streaming, disponível apenas para residentes dos Países Baixos.
Em outubro de 2009, "Stay Forever" foi anunciado como o segundo single do álbum.

## Faixas
| Versão Standard |                                                     |                   |                             |         |  |
| N.º             | Título                                              | Letras            | Música                      | Duração |  |
| 1.              | "April Rain"                                        | Charlotte Wessels | Martijn Westerholt          | 4:36    |  |
| 2.              | "Stay Forever"                                      | Landa, Wessels    | Westerholt, Ronald Landa    | 4:26    |  |
| 3.              | "Invidia"                                           | Wessels           | Westerholt                  | 3:47    |  |
| 4.              | "Control the Storm" (participação de Marco Hietala) | Wessels           | Guus Eikens                 | 4:12    |  |
| 5.              | "On the Other Side"                                 | Wessels           | Eikens                      | 4:09    |  |
| 6.              | "Virtue and Vice"                                   | Landa, Wessels    | Westerholt                  | 3:55    |  |
| 7.              | "Go Away"                                           | Eikens, Wessels   | Westerholt, Eikens          | 3:35    |  |
| 8.              | "Start Swimming"                                    | Wessels           | Rob van der Loo             | 5:19    |  |
| 9.              | "Lost"                                              | Wessels           | Westerholt                  | 3:23    |  |
| 10.             | "I'll Reach You"                                    | Wessels           | Westerholt, Eikens, Wessels | 3:29    |  |
| 11.             | "Nothing Left" (participação de Marco Hietala)      | Wessels           | Westerholt                  | 4:39    |  |

| Faixas Bônus |                                                              |            |            |         |  |
| N.º          | Título                                                       | Letras     | Música     | Duração |  |
| 12.          | "Come Closer" (Faixa bônus das versões Japonesa e Americana) | Wessels    | Westerholt | 4:30    |  |
| 13.          | "No Compliance" (Somente os vocais de Charlotte Wessels)     | Westerholt | Westerholt | 5:09    |  |

| Faixas de músicas especial - Versão MP3 |                                                     |         |         |  |
| N.º                                     | Título                                              | Letras  | Duração |  |
| 1.                                      | "April Rain"                                        |         | 4:36    |  |
| 2.                                      | "Stay Forever"                                      |         | 4:26    |  |
| 3.                                      | "Invidia"                                           |         | 3:47    |  |
| 4.                                      | "Control the Storm" (participação de Marco Hietala) |         | 4:12    |  |
| 5.                                      | "On the Other Side"                                 |         | 4:09    |  |
| 6.                                      | "Virtue and Vice"                                   |         | 3:55    |  |
| 7.                                      | "Go Away"                                           |         | 3:35    |  |
| 8.                                      | "Start Swimming"                                    |         | 5:19    |  |
| 9.                                      | "Lost"                                              |         | 3:23    |  |
| 10.                                     | "I'll Reach You"                                    |         | 3:29    |  |
| 11.                                     | "Nothing Left" (participação de Marco Hietala)      |         | 4:39    |  |
| 12.                                     | "The Gathering" (Ao vivo)                           | Eikens  | 11:50   |  |
| 13.                                     | "Silhouette of a Dancer"                            | Wessels | 5:46    |  |

## Músicos

### Membros da Banda
- Charlotte Wessels - Vocais
- Ronald Landa - Guitarra, vocais nas faixas 3 e 6
- Martijn Westerholt - teclado, produção
- Rob van der Loo - Baixo
- Sander Zoer - Bateria

### Músicos Convidados
- Marco Hietala - Vocais nas faixas 4 e 11
- Maria Ahn - Violoncelo nas faixas 5 e 6
- Guus Eikens - Guitarra nas faixas 4, 5, 6 e 8
- Oliver Philipps - Solos de Guitarra em todas faixas, em exceção a faixa 6, arranjos orquestrais, co-produtor

### Produção
- Jacob Hansen - Mixagem

## Paradas musicais
| Paradas (2009)                           | Posições |
| ---------------------------------------- | -------- |
| Países Baixos (Dutch Alternative Top 30) | 1        |
| Países Baixos (Dutch Album Top 100)      | 14       |
| França (French Albums Chart)             | 88       |
| Suiça (Swiss Albums Chart)               | 91       |
| Alemanha (German Albums Chart)           | 96       |
| Japão (Oricon Japanese Album Chart)      | 127      |

## Ligações Externas
- Delain Official Site